# Sân bay Kumamoto
Sân bay Kumamoto (熊本空港 Kumamoto Kūkō) là một sân bay ở Mashiki, Kumamoto, Nhật Bản, gần thành phố Kumamoto (IATA: KMJ, ICAO: RJFT).

## Các hãng hàng không và các tuyến điểm
Hiện có các hãng hàng không sau đang hoạt động tại sân bay này:
- All Nippon Airways (Nagoya-Centrair, Okinawa, Osaka-Itami, Tokyo-Haneda)
- Amakusa Airlines (Amakusa)[1]
- Asiana Airlines (Seoul-Incheon)
- Japan Airlines (Nagoya-Komaki, Tokyo-Haneda)
  - JAL Express (Kobe, Nagoya-Centrair, Osaka-Itami)